# المعهد الدولي لبحوث السياسات الغذائية
المعهد الدولي لبحوث السياسات الغذائية (IFPRI) هو مركز بحثي دولي متخصص في البحوث الزراعية لتقديم حلولاً سياسية تهدف إلى تقليل والحد من الفقر والقضاء على الجوع وسوء التغذية في جميع أنحاء العالم النامي بطرق بيئية مستدامة . علي مدى ما يقرب من 50 عامًا، عمل المعهد الدولي لبحوث سياسات الأغذية مع صناع السياسات والأكاديميين والمنظمات غير الحكومية والقطاع الخاص والمتخصصين في التنمية وآخرين لتنفيذ الأبحاث وتعزيز القدرات والتواصل بشأن السياسيات المتعلقة بأنظمة الغذاء والتنمية الاقتصادية والحد من الفقر .  
المعهد الدولي لبحوث السياسات الغذائية هو مركز أبحاث تابع للمجموعة الاستشارية للبحوث الزراعية الدولية ( سيجيار )، والتي تعد أكبر شبكة بحثية دولية في مجال البحوث الزراعية على مستوى العالم، والمركز الوحيد التابع لسيجيار المتخصص و المكرس بالكامل لأبحاث السياسات الغذائية. يعمل باحثو المعهد في مجالات الاقتصاد الزراعي ، والاقتصاد السياسي ، والفقر الريفي والتحول، والحماية الاجتماعية ، وتمكين المرأة ، والبيئات الغذائية، والابتكارات والممارسات الرقمية، وتحليل السياسات والنمذجة.  يتعاون المعهد مع مئات من الشركاء المحليين والإقليميين والقوميين على طول دورة حياة البحث و تشكيل السياسات.  تستجيب البرامج الاقليمية للمعهد في أفريقيا ، وأميركا اللاتينية ومنطقة الكاريبي ، وجنوب آسيا، بالاضافة الى برامجه على مستوى الدول، للمطالب الوطنية لأبحاث السياسات الغذائية، وتعزيز القدرات المحلية في مجال البحث وتحليل السياسات، ودعم التنمية التي تقودها الدول.   ينشر المعهد أبحاثه وتحليلاته من خلال مجموعة من المنشورات، بما في ذلك المقالات المحكمة و التي تمت مراجعتها من قبل النظراء ، والكتب، والملخصات، والتقارير، والمدونات، والتفاعلات، والفعاليات المختلفة، مثل المؤتمرات والندوات، وغيرها من أنشطة.      
يعترف بالمعهد الدولي كرائد في مجال أبحاث التنمية العالمية علي مستوي العالم، حيث أنه يحتل المرتبة الأولى بين جميع أقسام الاقتصاد الزراعي عالميًا، ويحتل المرتبة الثانية في مجال الاقتصاد الأفريقي، والمرتبة الخامسة في اقتصاديات التنمية ، وهو مدرج ضمن أعلى 1٪ من جميع المؤسسات المسجلة في قاعدة بيانات أوراق البحث في الاقتصاد (RePEc) . وتُظهِر التقييمات المستقلة المحكمة لتأثير المعهد الدولي أن عمله البحثي قد أفاد حوالي 270 مليون شخص حول العالم، وقد قُدِّرت بعض جهود المعهد ــ بما في ذلك العمل على برنامج "بروجريسا" القائم علي الحماية الاجتماعية في المكسيك، وتحرير أسواق الأرز في فيتنام ، وبرنامج "الشبكة الأمنية الإنتاجية" في إثيوبيا، من بين أمور أخرى ــ قد أدت إلى تحقيق ما يزيد عن مليار دولار أميركي من العائدات الاقتصادية والفوائد البيئية. وقد تم الاعتراف بأنشطة باحثي المعهد و تقديرها من قبل عدة منظمات مرموقة، بما في ذلك جمعية الاقتصاد الزراعي والتطبيقي والجمعية الاقتصاديين الزراعيين الدولية. يساهم المعهد بانتظام و بشكل دوري في الاجتماعات والفعاليات الدولية الكبرى، مثل مؤتمر الأمم المتحدة الثامن والعشرين لتغير المناخ (COP28) من عام 2023 في دبي، حيث نظم باحثوه وشاركوا في عدة فعاليات تركز على العلاقة و الروابط بين تغير المناخ والأمن الغذائي والتغذية ، والمساواة الاجتماعية ، والمساواة بين الجنسين ، والقدرة على الصمود والمرونة في مواجهة الأزمات، من بين مواضيع أخرى.
يدير المعهد الدولي برامج إقليمية في أفريقيا وجنوب آسيا وأميركا اللاتينية ومنطقة الكاريبي، و يعمل أكثر من نصف باحثيه في البلدان النامية. في أفريقيا، تتواجد برامجه القطرية في ثمانية بلدان هي: مصر ، وغانا ، ورواندا ، والسودان ، ونيجيريا ، وإثيوبيا ، وكينيا ، وملاوي . وفي قارة آسيا، يملك المعهد مكاتب قطرية في بنغلاديش والصين وميانمار .

## النقد
تشييد التقييمات التي أجريت في أوائل العقد الأول من القرن الحادي والعشرين وأواخر التسعينيات تشيد بجودة وكمية أعمال المعهد، ولكنها أيضًا تنتقد أولوياته في اختيار مواضيع البحث في بعض الأحيان وجهوده الكبيرة في تعزيز القدرات و الأنشطة التوعوية الأخرى. كما تساءل النقاد عما إذا كان المعهد الدولي يركز بشكل مفرط على إجراء توقعات العرض والطلب العالمي واتباع المساعي التقنية على حساب إجراء تحليلات للسياسات التطبيقية والاقتصاد السياسي وتأثيرات الدعم الزراعي والحوافز للاستثمار في البحث والتطوير الزراعي.
وتعرض المعهد الدولي والمجموعة الاستشارية "سيجيار" لبعض الانتقادات في أوائل الألفينيات بسبب تلقيهما تمويلاً من مؤسسة بيل وميليندا جيتس ، حيث يخشى المنتقدون أن يؤثر هذا التمويل علي تبني أجندة الأعمال الزراعية التي قد تتجاهل بعض العوامل الاجتماعية والاقتصادية الأوسع نطاقاً.
يزعم المنتقدون الجهود الكبيرة المبذولة لتحسين التعاون والفعالية والكفاءة بين مراكز أبحاث المجموعة الاستشارية للبحوث الزراعية الدولية كانت بطيئة أو غير كافية. وتشير بعض الانتقادات إلى بعض القصور في تحديد الأولويات البحثية بوضوح، وقلة المشاركة من الجنوب العالمي ، وقلة التنوع في القيادة، فضلاً عن النهج البيروقراطي في عملية إعادة الهيكلة.

## روابط خارجية
- الموقع الرسمي

قالب:CGIAR Centers